# Клименко, Александр Викторович (политик)
Александр Викторович Клименко (укр. Олександр Вікторович Клименко; род. 16 ноября 1980, Макеевка, Донецкая область) — украинский государственный и общественный деятель предприниматель. Председатель Государственной налоговой службы Украины (2011—2012). Министр доходов и сборов Украины (2012—2014). Входил ближайшее окружение президента Украины Виктора Януковича. После победы Евромайдана покинул Украину и перебрался в Москву. До 2021 года находился в санкционном списке Европейского Союза. В феврале 2023 года был лишён украинского гражданства.
Почётный лидер политической партии «Успішна Країна», запрещённой на Украине в 2022 году.

## Биография
Отец — Виктор Клименко. Скончался в 2016 году. Похоронен на территории Валаамского монастыря в Карелии.
Его родной брат Антон Клименко (погибший в апреле 2015 года) в 2006 году был председателем Донецкой областной организации политической партии «Народный Союз Наша Украина».
В 2002 году закончил Донецкий государственный университет управления, магистр финансов.
В феврале 2010 года закончил Днепропетровское региональное отделение Национальной академии управления при Президенте Украины, магистр государственного управления.
В 2011 году получил научную степень кандидата экономических наук по специальности «экономика и управление национальным хозяйством».

### Карьера
В 1997—2005 годах — совместно с братом Антоном Клименко стал основателем и руководителем ряда коммерческих предприятий, которые к 2004 году были консолидированы под управлением единого холдинга ООО «Группа компаний Анталекс».
С августа 2005 года — полностью выходит из бизнеса и начинает карьеру государственного служащего. Прошёл путь до заместителя начальника специализированной государственной налоговой инспекции по работе с крупными налогоплательщиками города Донецка.
В 2010 году назначен первым заместителем председателя Государственной налоговой администрации Донецкой области.
С 24 сентября 2010 года — председатель Государственной налоговой администрации Донецкой области. В период его работы в Донецке, в ноябре 2010 года область собрала в госбюджет Украины более 2 млрд грн. — самый высокий показатель за всю историю налоговой службы региона, включая докризисный (до 2008 года).
С 18 февраля 2011 года — заместитель председателя Государственной налоговой службы Украины.
7 ноября 2011 года Указом Президента Украины № 1026/2011 назначен председателем Государственной налоговой службы Украины.
24 августа 2012 года присвоено специальное звание главного государственного советника налоговой службы.
24 декабря 2012 года Указом Президента Украины № 739/2012 назначен Министром доходов и сборов Украины.
27 февраля 2014 года Верховная рада отправила правительство в отставку и уволила всех министров, в том числе и Александра Клименко.
Во время событий Евромайдана, в конце февраля 2014 года, из-за угрозы жизни Клименко вместе с семьёй был вынужден покинуть территорию Украины. На данный момент находится в России, о чём заявил в декабре 2014 года в интервью телеканалу CNN.
14 августа 2014 года интернет-издание «Главком» со ссылкой на источники, близкие к переговорам Украины и МВФ, сообщил, что в вопросах украинских налоговых реформ Международный валютный фонд консультируется с экс-министром Клименко. Ранее украинские СМИ[какие?] обращали внимание на то, что налоговые инициативы правительства Яценюка оказались близкими к Концепции налоговой реформы, которая была разработана А.Клименко в 2012 году.

### Преследования и уголовные дела после 2014 года
В 2014 году Александр Клименко вынужден был покинуть Украину, как он утверждает, «из-за политических преследований». Его брат Антон Клименко также покинул Украину, продав в 2014 году свои бизнес-активы новым собственникам.
Александра Клименко обвиняют по ряду уголовных производств, в рамках которых прокуратура инкриминирует ему участие в преступной организации президента Украины Виктора Януковича и злоупотребление служебным положением в интересах последнего. В частности, он является фигурантом уголовного дела по статье 364 УК Украины, обвиняется в хищении 3 миллиардов гривен из бюджета.. Однако ни по одному из уголовных производств по состоянию на 2019 год не вынесено приговора суда. Только одно из производств было передано в суд накануне президентских выборов 2019 года. Остальные производства закрыты ввиду отсутствия доказательств. Судебные тяжбы продолжаются.
Сам Александр Клименко называет давление на него политическим. По данным ряда СМИ особое внимание прокуратуры Украины к деятельности Александра Клименко связано с тем, что, будучи на посту министра доходов и сборов, подконтрольное ему ведомство провело налоговые проверки корпорации Roshen Петра Порошенко и доначислило к уплате в бюджет более 100 млн грн. налогов, из которых 5 млн грн. поступило в бюджет. После 2014 года и победы на президентских выборах Петра Порошенко, остальные суммы были оспорены в подконтрольных Порошенко судах, а против налоговиков, осуществлявших проверки предприятий Roshen были возбуждены уголовные дела. Наиболее активная фаза преследования Клименко пришлась на момент назначения главой генеральной прокуратуры Украины Юрия Луценко, который является кумом экс-президента.
Александр Клименко стал первым из украинских экс-чиновников времён В.Януковича, кто в судебном порядке опроверг обвинения, в отношении него распространяли представители новой украинской власти. В частности, 6 августа 2014 Шевченковский суд Киева обязал СБУ опровергнуть информацию о причастности Клименко к трагическим событиям в Одессе 2 мая 2014 года. Ранее эту информацию без предоставления доказательств распространила сотрудница пресс-службы СБУ Екатерина Косарева.
Впоследствии, 3 ноября 2014 года, апелляционный суд также признал недостоверными озвученные СБУ сведения о причастности А. Клименко к событиям в Одессе. Суд удовлетворил иск о защите чести и достоинства экс-министра доходов и сборов, и отклонил апелляцию СБУ.
21 августа стало известно, что для изучения обстоятельств расследования дела Клименко в Киев прибыл американский адвокат, специалист по защите прав человека Ричард Д. Хайдеман. 22 августа Хайдеман заявил, что следователи Генпрокуратуры до сих пор не вручили Клименко должным образом сообщение о подозрении в совершении инкриминируемых ему преступлений, а также отказывают в предоставлении копии документа адвокатам. Американский защитник подчеркнул, что фактически с мая все следственные действия по делу Клименко проводятся без участия стороны защиты. По мнению Хайдеман, причины отказа ГПУ в допуске адвокатов надуманные и безосновательные.
27 января 2014 года Печерский районный суд Киева обязал главу Государственной фискальной службы Игоря Билоуса извиниться перед бывшим министром доходов и сборов Александром Клименко и уплатить моральный ущерб в размере 48,72 грн. Ранее, сразу после своего вступления в должность, Билоус в интервью СМИ обвинял экс-министра в коррупции. Клименко сообщил, что претензий к СМИ, которые публиковали заявления Билоуса, не имеет.
Александр Клименко назвал все озвученные обвинения ложными, указал на отсутствие доказательной базы и связал активность ГПУ с политическими мотивами. Клименко отметил, что действия Генпрокуратуры связаны с необходимостью доказать Евросоюзу оправданность санкции, введённых Европой в отношении представителей «режима Януковича» из-за заявлений новой украинской власти. Также Клименко опубликовал своё обращение к Верховному представителю ЕС Фредерике Могерини, в котором «доказал аргументированно всю пикантность ситуации и чисто политический заказ».
4 февраля 2015 года в Генпрокуратуре Украины заявляли, что Александр Клименко объявлен в розыск Интерполом. Однако на сайте Интерпола упоминания Клименко в перечне разыскиваемых лиц нет.

### Публичная деятельность после февраля 2014 года
Александр Клименко активно комментирует экономическую ситуацию в Украине и вопросы налоговой и таможенной политики.
Ряд бывших журналистов медиахолдинга Мультимедиа-инвест групп (газета и радио «Вести», журнал «Вести. Репортёр», телеканал UBR) называли Александра Клименко истинным владельцем компании, в то время как публично таковым себя называл журналист Игорь Гужва. В июле 2015 года Игорь Гужва объявил о продаже своей доли и уходе с поста главы холдинга и главреда газеты «Вести». Новым главой холдинга стала бывший пресс-секретарь и гражданская жена Александра Клименко Ольга Семченко.
В ноябре 2014 года Александр Клименко заявил о начале работы общественной инициативы «Восстановление Донбасса».. Проект позиционировался как «площадка для совместной работы экспертов, лидеров мнений и простых граждан для анализа и поиска путей решения сложной экономической и политической ситуации, которая сложилась на Донбассе»
12 декабря 2015 года избран почётным главой политической партии «Успішна країна». После этого политическая сила попала в ореол внимания радикально настроенных группировок, которые систематически срывали партийные собрания в Киеве и регионах Украины, осуществляли погромы общественных приёмных партий, угрожали членам партии и публичным лицам партийного объединения, а также молодёжного крыла партии. В июне 2018 года Министерство юстиции Украины инициировало судебное рассмотрение о запрете и принудительной ликвидации политической партии «Успішна країна». В домах и офисах членов партии проводились обыски Службы безопасности Украины и военной прокуратуры, а главу исполнительного совета партии обвинили в осуществлении государственной измены против Украины и осуществлении призывов к развалу конституционной целостности страны.
Осенью 2017 года был запущен проект «Klymenko Тime», над которым работали рядовые активисты и члены политсовета вышеуказанной партии, а также бывшая сотрудница холдинга «Вести-Украина». В 2021 году Центр противодействия дезинформации Совета национальной безопасности и обороны Украины отнёс «Klymenko Тime» к пророссийских телеграм-каналов.
В сентябре 2017 года, по инициативе Александра Клименко была создана всеукраинская правозащитная платформа «Успішна варта». Эта инициатива объединила юристов, адвокатов и правозащитников для оказания оперативной юридической помощи и проведения постоянного мониторинга нарушений прав человека в Украине. Официальная презентация проекта состоялась в апреле 2018. Ключевое внимание организации «Успішна варта» было направлено на украинских блогеров, журналистов, переселенцев и других лиц, которые преследовались за свои взгляды и мнения, а также защита православных храмов Украинской православной церкви. Кроме юридической и медийной поддержки, организация также оказывает ежемесячную гуманитарную помощь политзаключённым, находящиеся в изоляторах временного содержания и тюрьмах Украины. Кейсы, находящиеся под постоянным системным мониторингом правозащитной платформы «Успішна варта», были презентованы на международных мероприятиях, посвящённых соблюдению прав человека в Европе (ОБСЕ, ООН и другие).
Являлся президентом хоккейного клуба ВХЛ "Юнисон-Москва".

## Отличия и рейтинги

### Знаки отличия
- 2 июля 2007 — Почётная грамота исполкома Донецкого городского совета;
- 10 ноября 2010 — Нагрудный знак Государственной налоговой администрации Украины «За заслуги»;
- 29 июня 2011 — Нагрудный знак Государственной таможенной службы Украины «За таможенную безопасность государства» II степени;
- 7 ноября 2011 — Нагрудный знак Государственной налоговой службы Украины «Почётный работник государственной налоговой службы Украины»
- 22 февраля 2012 — Ведомственный поощрительный знак отличия Управления Государственной охраны Украины «За содействие государственной охране»;
- 27 июня 2012 — Нагрудный знак Министерства внутренних дел Украины «Рыцарь Закона»;
- 24 августа 2012 — присвоено специальное звание главного государственного советника налоговой службы[49];
- 14 декабря 2012 — присвоено специальное звание главного государственного советника налогового и таможенного дела[50].

### Рейтинги
- 2012 год — 17 место в рейтинге 200 самых влиятельных украинцев по версии журнала «Фокус»[51];
- 2012 год — 19 место в рейтинге «TOP-100 самые влиятельных украинцев» по версии журнала «Корреспондент»[52];
- 2013 год — 12 место в рейтинге 200 самых влиятельных украинцев по версии журнала «Фокус»[53];
- 2013 год — 8 место в рейтинге «TOP −100 самых влиятельных украинцев» по версии журнала «Корреспондент»[54].

### Благотворительность
Во время работы в Министерстве доходов и сборов Александр Клименко уделял внимание вопросам обеспечения развития благотворительности на Украине. В конце 2013 года вместе с благотворительными организациями руководство Миндоходов составило перечень проблемных вопросов, требующих решения. Была инициирована разработка соответствующих законодательных изменений, которые из-за смены правительства не были реализованы.
Украинские СМИ сообщают о ряде благотворительных взносов, сделанных Клименко:
- В апреле 2014 года инициировал передачу в зоопарк двух медведей и двух тигров, которые требовали заботы, а также обеспечил их годовое содержание[55]
- В апреле 2014 года перечислил 1 млн гривен для помощи семьям 7 шахтёров, погибшим 11 апреля на шахте им. Скочинского в Донецке[56].
- В июне 2014 года перечислил 1 млн гривен на ремонт центра для беженцев из Донбасса, который расположен в пгт. Коцюбинское под Киевом[57].

В период проведения АТО на востоке Украины, Клименко поддержал инициативу правительства по отмене т. н. налога на благотворительность в размере 17 % (налог на доходы физических лиц в виде безвозвратной финансовой помощи, а также стоимости товаров, работ, услуг, безвозмездно полученных плательщиком налога). Он также выступил за то, чтобы налог на благотворительность был отменён для всех категорий благотворителей, а не только для общественных активистов, которые помогают военным и переселенцам из зоны АТО.

### Состояние
Основные финансовые доходы Александр Клименко заработал, работая в бизнесе. После перехода на госслужбу в 2005 году передал свои бизнес-активы в собственность членов семьи.
За 2011 год Клименко задекларировал 700 тыс. гривен доходов, а члены его семьи — 21 млн 353 тыс. гривен. Доход Клименко от выполнения обязанностей главы Налоговой службы составил 114,26 тыс. гривен. Основную часть средств он заработал благодаря процентам и дивидендам — 580,455 тыс. гривен.
За 2012 год Клименко задекларировал зарплату и другие выплаты по трудовому или гражданско-правовому договору на уровне 165 тыс. гривен. При этом его доход от дивидендов и процентов составил 850 тыс.гривен, доход от отчуждения недвижимости — 284 тысяч гривен.